# Łozina (gmina w województwie lwowskim)
Łozina – dawna gmina wiejska w powiecie gródeckim województwa lwowskiego II Rzeczypospolitej. Siedzibą gminy była Łozina.
Gminę utworzono 1 sierpnia 1934 r. w ramach reformy na podstawie ustawy scaleniowej z dotychczasowych gmin wiejskich: Dąbrowica, Jaśniska,  Łozina i Stawki.
W 1928 roku kierownik tymczasowego zarządu gminnego, Konstanty Jarmułowicz-Łoziński został odznaczony Srebrnym Krzyżem Zasługi za „zasługi na polu samorządowym”.
Pod okupacją niemiecką w Polsce (GG) gminę zniesiono, włączając ją do nowo utworzonej gminy Janów.
Po II wojnie światowej obszar gminy znalazł się w ZSRR.